# Franz von Waldburg-Zeil

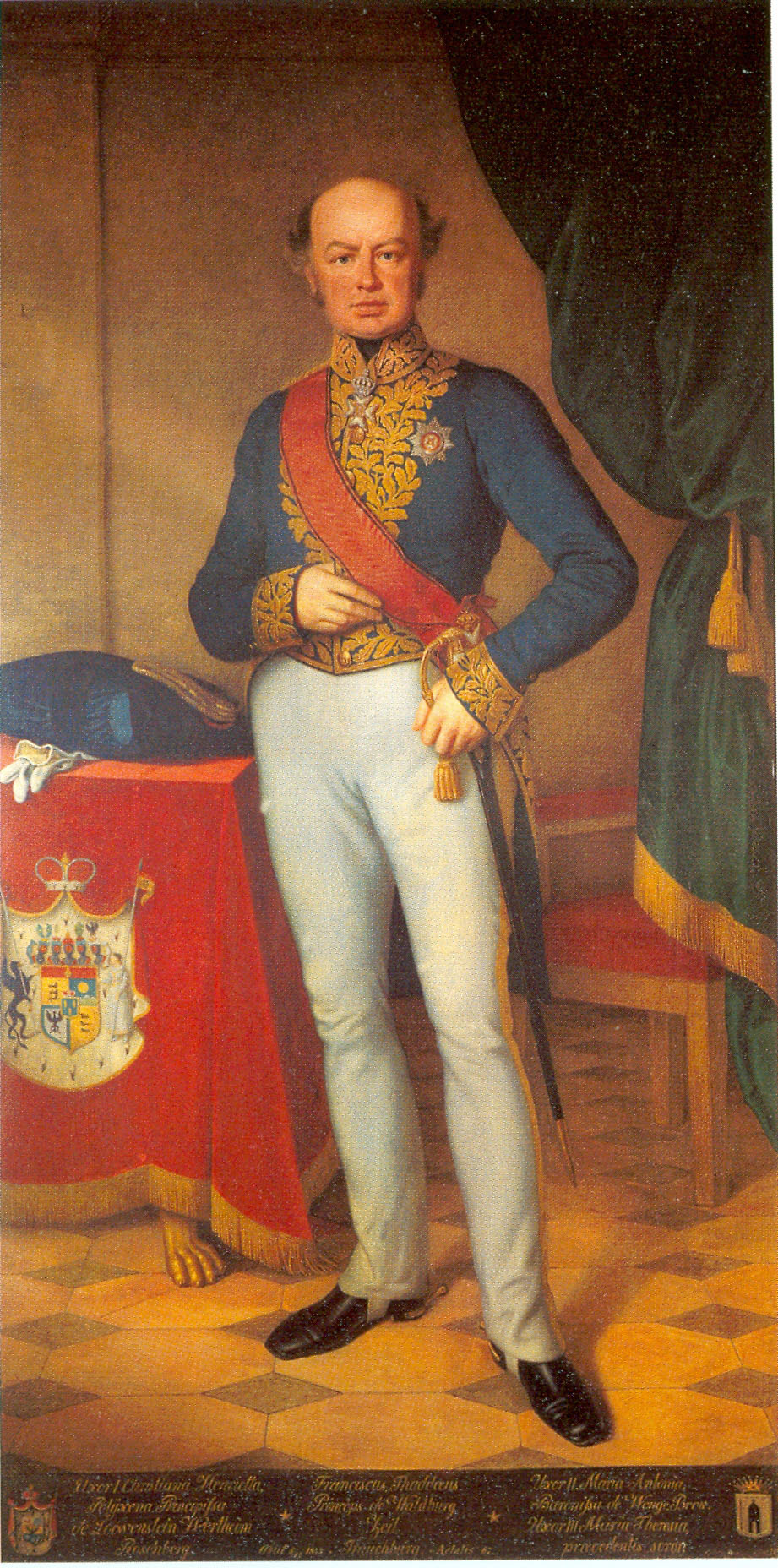
Fürst Franz von Waldburg zu Zeil und Trauchburg

Franz Thaddäus Joseph Fürst von Waldburg zu Zeil und Trauchburg (* 15. Oktober 1778 auf Schloss Zeil; † 5. Dezember 1845 ebenda) war ein Standesherr der Königreiche Bayern und Württemberg und 1819 Präsident der württembergischen Ständeversammlung. Er entstammte der Linie Zeil des alten oberschwäbischen Adelsgeschlechts der Truchsesse von Waldburg.

## Leben und Wirken
Franz war der Sohn des Fürsten Maximilian von Waldburg zu Zeil und Trauchburg (* 1750; † 1818) und der Fürstin Maria Johanna Josepha (* 1751; † 1797). 1819 ernannte ihn König Wilhelm zum Präsidenten der württembergischen Ständeversammlung, die die Verfassung des Königreichs Württemberg verabschiedete. Danach war Fürst Franz von 1820 bis 1845 Mitglied der württembergischen Kammer der Standesherren und erbliches Mitglied der Kammer der Reichsräte der Krone Bayerns. Seit 1838 erschien Fürst Franz nicht mehr persönlich im Landtag, sondern ließ sich in der Kammer durch seinen Sohn Constantin vertreten. Fürst Franz war Landvogt am oberen Neckar und danach Präsident der Regierung des Jagstkreises in Ellwangen. Zudem war er württembergischer Geheimer Rat und königlicher Kammerherr. Im bayerischen Kreis von Schwaben und Neuburg war er Mitglied des Landrats. 
Franz von Waldburg zu Zeil und Trauchburg wurde 1829 mit dem Großkreuz des Ordens der Württembergischen Krone ausgezeichnet.

## Adelsprädikat
Per Beschluss des Bundestags in Frankfurt vom 18. Mai 1825 erhielt Fürst Franz das Recht, mit dem Adelsprädikat „Durchlaucht“ angesprochen zu werden. 

## Ehe und Nachkommen
Fürst Franz war dreimal verheiratet. Am 25. Juli 1805 heirateten in Kleinheubach er und Christiane Polyxene Prinzessin zu Löwenstein-Wertheim-Rosenberg (* 1782; † 1811), Tochter des Fürsten Dominik Constantin zu Löwenstein-Wertheim-Rochefort. 
Am 27. Januar 1818 heirateten in Thannheim Franz und Antoinette Freiin von der Wenge zu Beck (* 1790; † 1819), ältere Tochter des Clemens August von der Wenge.
Am 3. Oktober 1820 heirateten in Aichstetten bei Zeil er und Maria Theresia Freiin von der Wenge zu Beck (* 1798; † 1864), die seine Schwägerin war. Fürst Franz gehörte der römisch-katholischen Kirche an.
Aus Franz erster Ehe mit Christiane gingen vier Kinder  hervor:
- Erbgraf Constantin  (* 1807; † 1862) ⚭ 1833 Gräfin Maximiliane von Quadt zu Wykradt und Isny (* 18. Mai 1813; † 8. Mai 1874)
- Graf Karl Maximilian Franz (* 1808; † 1853)
- Graf Hermann (* 1809; † 1860)
- Gräfin Leopoldine (* 1811; † 1885) ⚭ 1833 Graf Maximilian von Arco-Zinneberg (* 13. Dezember 1811; † 13. November 1885)

Aus Franz dritter Ehe mit Maria Theresia gingen fünf Kinder  hervor:
- Gräfin Anna (* 1821; † 1849) ⚭ 1840 Graf Maximilian von Preysing-Lichtenegg-Moos († 11. Januar 1881)
- Graf Georg Ferdinand (* 1823; † 1866)
- Gräfin Mechthilde Walburga Ludovika Maria (* 1824; † 1891) ⚭ 1847 Graf Rudolf von Schaesberg (* 8. September 1816; † 18. November 1881)
- Graf Maximilian Lewin (* 1825; † 1845)
- Graf Ludwin Bernhard Richard  (* 1827; † 1897) ⚭ 1860 Anna von Loë (* 21. November 1840; † 2. Juli 1924), Tochter von Maximilian von Loë